# Terrell Bell
Terrell Bell (Athens, 15 dicembre 1973) è un ex cestista statunitense.

## Carriera
Dopo quattro stagioni alla University of Georgia, venne selezionato come 50ª scelta assoluta al secondo giro del draft NBA 1996 dagli Houston Rockets; non disputò tuttavia alcun incontro in NBA.